# 斯海弗宁恩
斯海弗宁恩（荷蘭語：Scheveningen，荷蘭語發音：[ˈsxeːvənɪŋə(n)] ⓘ）位于荷兰南荷兰省海牙，是八个海牙地区之一，也是其次区之一。
斯海弗宁恩是一个现代海滨胜地，拥有一条漫长的沙滩，一条海滨大道，一个码头，以及一座灯塔。一个裸体沙滩位于其北1公里。
该港湾被用于捕鱼和旅游。
长长的沙滩也因水上运动如滑浪風帆以及風箏衝浪而受到欢迎。